# Clifford V. Johnson
 Clifford Victor Johnson (5 de marzo de 1968, Londres, Reino Unido)  es un físico teórico inglés y profesor del Departamento de Física y Astronomía de la Universidad del Sur de California.

## Biografía
Johnson vivió en Montserrat durante 10 años. La investigación de Johnson se centra en la teoría de supercuerdas y en la física de partículas, concretamente en los fenómenos fuertemente acoplados. Anteriormente ha trabajado en el Instituto Kavli de Física Teórica de la Universidad de California en Santa Bárbara, el Instituto de Estudios Avanzados, la Universidad de Durham y la Universidad de Princeton. Recibió la Medalla y el Premio Maxwell 2005 del Instituto de Física, "por su destacada contribución a la teoría de cuerdas, la gravedad cuántica y su interfaz con la teoría de campos fuertemente acoplados, en particular por su trabajo para comprender la censura de las singularidades y las propiedades termodinámicas del espaciotiempo cuántico"." En 1997 recibió el premio CAREER de la Fundación Nacional de Ciencias. En 2005, el Journal of Blacks in Higher Education incluyó a Clifford Johnson como el profesor de raza negra de matemáticas o de un campo relacionado más citado en una universidad o colegio estadounidense. Fue nombrado miembro de la Sociedad Americana de Física en 2021
Se licenció en Física en el Imperial College de Londres en 1989 y se doctoró en Matemáticas y Física en la Universidad de Southampton en 1992.
También trabaja activamente en la promoción de la ciencia entre el público y la divulgación de la física. Como parte de este esfuerzo, aparece regularmente en la serie The Universe de History Channel y actúa como consultor científico para Discovery Channel. Johnson fundó el Instituto Africano Teórico de Verano, "que reúne a profesores, investigadores y estudiantes de todos los niveles en una conferencia de un mes de duración sobre un tema científico -uno diferente cada año- para debatir, crear redes y, por supuesto, aprender".
También ha actuado como consultor científico en películas de ciencia ficción y programas de televisión, como Avengers: Endgame y Star Trek: Discovery. Hizo una breve aparición en la película de 2020 Palm Springs.